# Mangora leucogasteroides
Mangora leucogasteroides är en spindelart som beskrevs av Roewer 1955. Mangora leucogasteroides ingår i släktet Mangora och familjen hjulspindlar.
Artens utbredningsområde är Myanmar. Inga underarter finns listade i Catalogue of Life.